# Dominique-François-Louis Roget
Pour les articles homonymes, voir Roget et Belloguet.
Dominique-François-Louis Roget, baron de Belloguet (30 novembre 1795 né à Bergheim - mort à Nice le 3 août 1872) est un historien français, spécialiste de la Bourgogne et auteur d'un ouvrage les origines des peuples gaulois et de la langue gauloise.

## Biographie
Il hérita son titre de son père, Dominique Mansuy Roget, général de division sous le Premier Empire, chevalier puis baron de Belloguet, et fut lui-même chef d'escadron pendant la campagne de France (1814), fit l'expédition d'Espagne en 1823 avant de quitter le service pour se consacrer à partir de 1834 à ses travaux de recherche en archéologie, linguistique et histoire. Il s'est consacré à l'étude de l'ethnographie des Burgondes et aux origines de Dijon. Sa grande passion a été l'étude des origines celtiques de la France. Le résultat de ces études ont été publiés sous le titre Ethnogénie gauloise en quatre volumes parus de 1858 à 1873.

## Principaux ouvrages
- Questions bourguignonnes, ou Mémoire critique sur l'origine et les migrations des anciens Bourguignons, et sur les divers peuples, royaumes ou contrées qui ont porté leur nom (1846) ;
- « Carte du premier royaume de Bourgogne, avec un commentaire sur l'étendue et les frontières de cet état, d'après les vingt-cinq signatures épiscopales du concile d'Epaone, en 517 », dans Mémoires de l'Académie des sciences, arts et belles-lettres de Dijon, 1848, p. 313-508 (lire en ligne) ;
- Origines dijonnaises dégagées des fables et des erreurs qui les ont enveloppées jusqu'à ce jour, suivies d'une Dissertation particulière sur les actes et la mission de S. Bénigne, l'apôtre de Dijon, Lamarche et Drouelle libraires-éditeurs, Dijon, 1851 (lire en ligne)
- Ethnogénie gauloise, ou Mémoires critiques sur l'origine et la parenté des Cimmériens, des Cimbres, des Ombres, des Belges, des Ligures et des anciens Celtes, Maisonneuve et compagnie libraires éditeurs, Paris (4 volumes dont un posthume, 1858-1873) :
  - Introduction. Première partie. Glossaire Gaulois avec deux tableaux généraux de la langue gauloise (lire en ligne : 1858, 1872).
  - Deuxième partie - Preuves physiologiques : Types gaulois et celto-bretons (lire en ligne)
  - Troisième partie - Preuves intellectuelles : Le génie gaulois (lire en ligne)
  - Quatrième partie :  Les Cimmériens